# NGC 6359
NGC 6359 este o galaxie situată în constelația Dragonul. A fost descoperită în 27 octombrie 1861 de către Heinrich Louis d'Arrest. Se află la o distanță de 46 de megaparseci de Pământ.